# جيمس هوبكينز
جيمس هوبكينز (بالإنجليزية: James Hopkins)‏ (1876 - ) هو لاعب كرة قدم بريطاني (وحمل سابقاً جنسية المملكة المتحدة لبريطانيا العظمى وأيرلندا) في مركز مهاجم داخلي. لعب مع مانشستر يونايتد.

## وصلات خارجية
- جيمس هوبكينز على موقع قاعدة بيانات كرة القدم.إي يو (الإنجليزية)